# Польский биографический словарь
«Польский биографический словарь» (пол. Polski Słownik Biograficzny, (PSB)) — многотомный биографический справочник, целью которого является сбор биографий известных уже умерших людей, так или иначе связанных с Польшей, проживавших в Польше или за её пределами, со времени Попеля и до современности.
Первый том был издан в 1935 году и ежегодно издавался ещё один том до 1938 года. Потом был перерыв до 1946 года, причиной которого стала Вторая мировая война. Издание Словаря было восстановлено в 1958 году. До 2030 года планируется завершить издание в 62 томах.

## Проект
ПБС издаётся исключительно Польской Академией наук и Польской Академией знаний. Проект реализуется при поддержке Института истории им. Тадеуша Мантейфеля и дотируется Фондом развития польской науки.
Над словарём работает около 8000 человек.
В настоящий момент уже изданы 46 томов и идёт работа над 47 томом. Предстоит издать информацию о персоналиях с фамилиями на Sz — Zz.
Хотя в словаре не упомянуты абсолютно все известные поляки, словарь достаточно объёмный и уважаемый, в нём представлены не только поляки, но известные иностранцы, связанные с Польшей, а также национальные меньшинства.

## Редакторы
Инициатором и первым главным редактором был Владислав Конопчинский. В 1949 году из-за давления со стороны властей был вынужден уйти с должности редактора. В 1958 году редактором стал Казимеж Лепший, a в 1964 — Эмануель Ростворовский. С 1989 до 2002 редактором был Генрик Маркевич. С 2003 должность редактора занимает литературовед Анджей Романовский (Andrzej Romanowski).